# Корнеліус Фредерікс
Корнеліус Фредерікс (*1864 — 16 лютого 1907) — вождь клану бетані-орлам (з племені орлам-нама) в 1894—1907 роках.

## Життєпис
Ймовірно, син Йозефа Фредерікса II. 1893 року владу в клані захопив Пауль Фредерікс. Втім Корнеліус з цим не змирився, у 1894 року відколов частину клану, почавши боротьбу з Паулем.
1904 року приєднався до повстання нама проти колоніальної влади. Деякий час діяв спільно з Хендріком Вітбуї. За Корнелуса німці оголосили нагороду в 3 тис. рейхсмарок. Втім ситуація змінилася у жовтні 1905 року після загибелі Вітбуї. 3 березня 1906 року Корнеліус Фредерікс здався.
9 вересня 1906 року Фредерікс був ув'язнений у концтаборі Хайфішкінзель у Людеріці. Помер тут 16 лютого 1907 року. Йому відрубали голову, а його череп відправили до Німеччини для дослідження расової переваги.

## Пам'ять
- 2018 року його ім'ям було названо одну з вулиць в Берліні.